# 董国伟
董国伟（1966年10月26日—2014年3月8日），号一得，江苏溧水人，中华人民共和国画家。
1989年，考入南京师范大学美术系，2000年，继续深造硕士。后担任溧水县美术家协会主席，溧水书画院副院长，江苏省美术家协会会员，中国书法研究院艺术委员会会员。2014年，参加中国艺术代表团去马来西亚吉隆坡举办交流会，3月8日返航时，因马来西亚航空370号班机事故遇难。